# Gottfried Michael Kortum

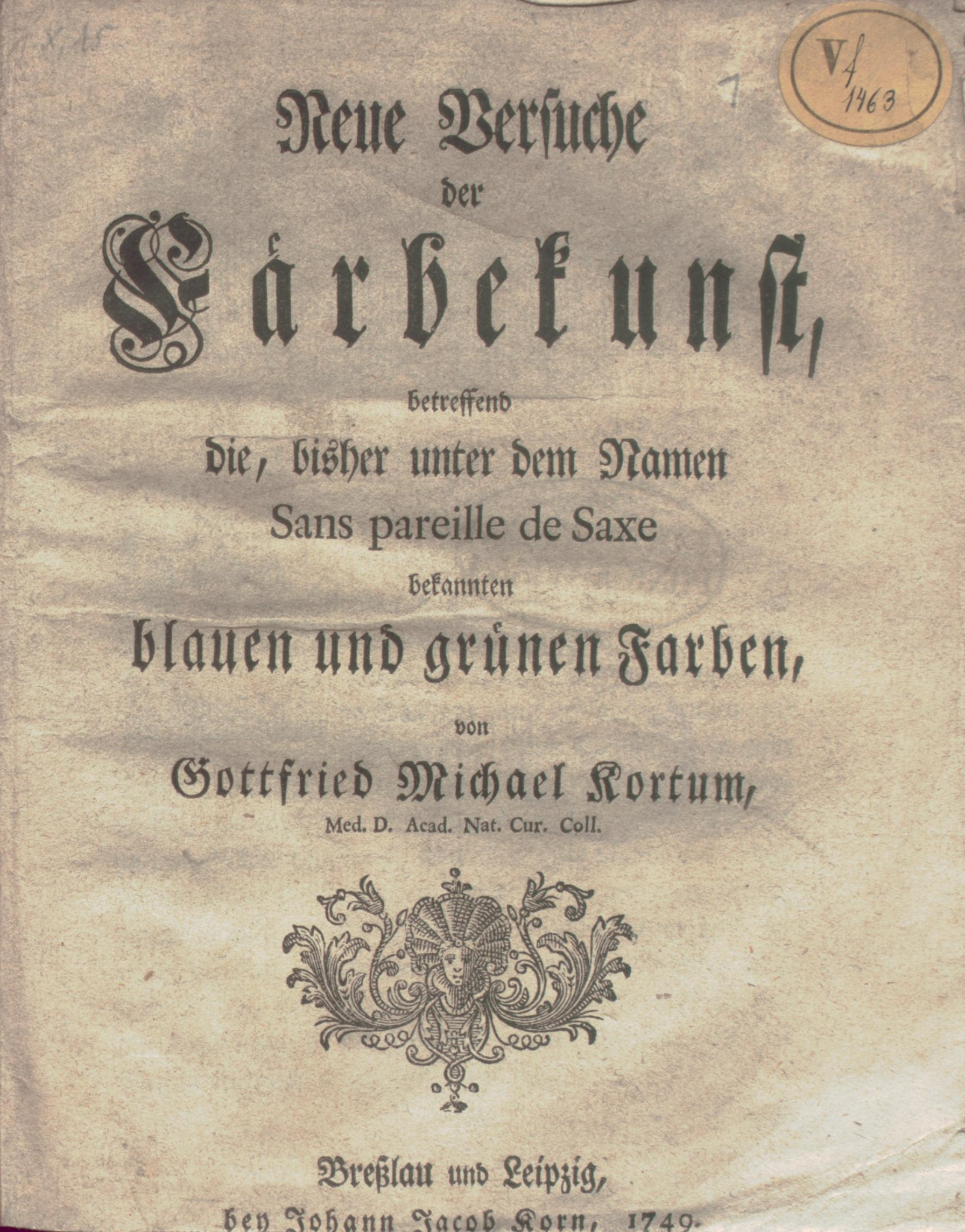
Titel Neue Versuche der Färbekunst, von Gottfried Michael Kortum (Breslau 1749)

Gottfried Michael Kortum (* 29. September 1699 in Quedlinburg; nach 1749 wohl in Bielitz) war ein deutscher Arzt, Naturforscher, seit 1728 unter dem akademischen Beinamen Sosimenes und der Matrikel-Nr. 402 Mitglied der Leopoldina und unterhielt 1749 Briefverkehr mit Johann Christoph Gottsched.

## Herkunft
Gottfried Michael Kortum (auch: Kortüm oder Corthym) entstammte der alteingesessenen Familie Corthum/Corthym/Kortum aus Aschersleben. Er war ein Sohn des protestantischen Pfarrers Renatus Andreas Kortum (1674–1747) und der Anna Sophia, geb. Sprögel (* 1677; † nach 1750). 
Sein Bruder war der Prediger Johann Friedrich Kortum/Corthym (* 1702; † 3. April 1749), der 1720 in Halle Theologie studiert hatte, 1739 Rektor in Lebus, 1746 Pfarrer in Treplin war und unverheiratet bei Frankfurt an der Oder starb. Nach dem Tod des Johann Friedrich holte Kortum 1749 seine seit zwei Jahren verwitwete Mutter von Treplin zu sich nach Oberschlesien, wo diese den Rest ihres Lebens verbrachte.

## Leben
Zunächst besuchte Gottfried Michael Kortum eine Schule in Dortmund, dann das Joachimsthalsche Gymnasium in Berlin und ab 1713 die Lateinschule der Franckeschen Stiftungen in Halle. Es folgten ein Studium in Halle 1717 und ein Aufenthalt in Danzig, bei dem er an der Historia Naturalis Curiosa Regni Poloniae des Gabriel Rzączyński (1664–1737, polnischer Jesuit) mitarbeitete. 1719 reiste er nach Königsberg und blieb für 4 Jahre in Dondangen (Kurland). 1723 erhielt er seine Promotion in Medizin an der Universität Frankfurt an der Oder. Einige Jahre danach (spätestens 1727) war er Arzt im oberschlesischen Bielitz. Nachdem Kortum an den verschiedenen Orten Osteuropas, die er im Lauf der Jahre besucht hatte, stets auch intensive Studien zu Mineralogie und Bergbau betrieben hat, wurde er am 14. Mai 1728 unter dem Gesellschaftsnamen Sosimenes in die Leopoldina aufgenommen.
Seine Gattin Eleonora Maria Altsch (oder Nitsch) heiratete er 1736 in der Teschener Gnadenkirche, wo später auch einige ihrer Kinder getauft wurden, da es in diesen Jahren keine evangelische Kirche im nahe gelegenen Bielitz gab. Ein Förderer dieser Kirche in Teschen war Georg Friedrich von Bludowski (1655–1730), mit dessen Schwiegersohn Ernst Christoph von Manteuffel (1676–1749) und mit dessen Ehefrau (Gottliebe Agnete Charlotte von Manteuffel (1690–1756), geb. von Bludowski) Kortum eine persönliche Freundschaft mit Besuchen in Leipzig pflegte. Womöglich durch diesen Kontakt bekleidete Kortum um 1740 (Erster Schlesischer Krieg) vorübergehend einen Posten als kursächsischer Militärarzt und hielt sich auch zeitweilig in Leipzig auf. Dort gab Manteuffel im Oktober 1746 Kortum einen Brief und Schriften für Christian Wolff mit auf den Weg nach Halle.
1749 war Kortum in Breslau und sandte von dort aus sein vielbeachtetes Werk über das Textil-Färbereiwesen mit einem Begleitbrief zur Weitergabe an die Breitkopfsche Druckerei an Johann Christoph Gottsched. So kam es schließlich beim Breslauer Verleger Johann Jacob Korn zur Veröffentlichung von Kortums Buch, gedruckt bei Bernhard Christoph Breitkopf (1695–1777) in Leipzig. Darin werden chemische Experimente mit (bereits seit etwa 1743 vom sächsischen Bergrat Barth (Freiberg) durch die Sulfierung des Indigos gewonnenen) blauen und grünen Farbstoffen beschrieben, die zuvor unter dem Namen Sans pareille de Saxe bekannt gewesen waren. 
Der bereits 1749 geplanten französischen Übersetzung wurde augenscheinlich 1751 vom umtriebigen Universalautor und Kameralisten Johann Heinrich Gottlob von Justi in Wien zuvorgekommen, der über das Thema 1752 unter dem Titel Secret des nouvelles teintures de Saxe beim Verlag Durand in Paris auf Französisch publizierte.

## Familie
Aus der 1736 geschlossenen Ehe mit Eleonora Maria Altsch (Traueintrag) oder Nitsch (Taufeintrag 1742) sind folgende Kinder bekannt: 
- Renata Augusta Sophia Kortum (* 1740)
- Friedrich Wilhelm Kortum
- Ernst Traugott von Kortum (* 12. August 1742 in Bielitz; † 2. Februar 1811 in Lemberg)[5] Österreichischer Staatsmann, 1784 von Joseph II. als stellvertretender Gouverneur nach Lemberg berufen, 1800 zum wirklichen Hofrat und Administrator der Staatsgüter und Salinen ernannt, 1809 mit dem höchsten österreichischen Orden für Zivildienste, St. Stephans-Orden, ausgezeichnet, zudem Philosoph der Aufklärung[6] und Leiter der Freimaurerloge „Zum Biedermann“ in Lemberg
- Carl Ludwig Kortum (1749–1808)

## Werke
- Gottfried Michael Kortum: Neue Versuche der Färbekunst, betreffend die, bisher unter dem Namen Sans pareille de Saxe bekannten blauen und grünen Farben. (Verlag Johann Jacob Korn, Breslau; Leipzig 1749); Digitalisat
- G. M. Kortum: Nachtrag und nähere Erklärung der neuen Versuche der Färbekunst : die blauen und grünen Farben Sans pareille betreffend. (Verlag Johann Jacob Korn, Breslau; Leipzig 1749)